# Chico Banza
Francisco Gonçalves Sacalumbo znany jako Chico lub Chico Banza (ur. 17 grudnia 1998 w Huambo) – angolski piłkarz grający na pozycji lewoskrzydłowego. Od 2023 jest zawodnikiem klubu Anorthosis Famagusta.

## Kariera klubowa
Swoją karierę piłkarską Chico rozpoczął w klubie Atlético Petróleos do Huambo. W 2016 roku zadebiutował w jego barwach w trzeciej lidze angolskiej. W 2017 roku grał w pierwszoligowym GD Interclube. W tym samym roku wyjechał do Portugalii i został piłkarzem Leixões SC. Grał głównie w rezerwach tego klubu, a 18 marca 2018 zaliczył debiut w pierwszym zespole w drugiej lidze w zremisowanym 1:1 domowym meczu ze Sportingiem CP B.
Na początku 2019 roku Chico przeszedł do CS Marítimo. Do 2020 grał w trzecioligowych rezerwach tego klubu, a w pierwszym zespole zagrał raz, 22 kwietnia 2019, w przegranym 0:6 wyjazdowym spotkaniu z Benfiką.
Latem 2020 Chico został zawodnikiem cypryjskiego Nea Salamina Famagusta. Zadebiutował w nim 24 października 2020 w przegranym 0:3 wyjazdowym meczu z Apollonem Limassol. W styczniu 2021 został wypożyczony do drugoligowego PO Ksiltimwu. Latem 2021 przeszedł na stałe do tego klubu, a w 2022 wrócił do Nea Salamina.
Latem 2023 Chico przeszedł do Anorthosisu Famagusta. Swój debiut w nim zanotował 19 sierpnia 2023 w zwycięskim 3:1 domowym spotkaniu z Ethnikosem Achna.
| Sezon   | Klub                         | Kraj       | Rozgrywki                 | Mecze | Bramki |
| ------- | ---------------------------- | ---------- | ------------------------- | ----- | ------ |
| 2016    | Atlético Petróleos do Huambo | Angola     | III liga                  | ?     | ?      |
| 2017    | GD Interclube                | Portugalia | Girabola                  | ?     | ?      |
| 2017/18 | Leixões SC B                 | Portugalia | V liga                    | 18    | 11     |
| 2017/18 | Leixões SC                   | Portugalia | Segunda Liga              | 4     | 0      |
| 2018/19 | Leixões SC                   | Portugalia | Segunda Liga              | 1     | 0      |
| 2018/19 | CS Marítimo B                | Portugalia | Liga 3                    | 19    | 2      |
| 2018/19 | CS Marítimo                  | Portugalia | Primeira Liga             | 1     | 0      |
| 2019/20 | CS Marítimo B                | Portugalia | Liga 3                    | 14    | 2      |
| 2020/21 | Nea Salamina Famagusta       | Cypr       | Protathlima A’ Kategorias | 4     | 0      |
| 2020/21 | PO Ksiltimwu                 | Cypr       | Protathlima B’ Kategorias | 13    | 14     |
| 2021/22 | PO Ksiltimwu                 | Cypr       | Protathlima B’ Kategorias | 18    | 7      |
| 2022/23 | Nea Salamina Famagusta       | Cypr       | Protathlima A’ Kategorias | 32    | 2      |
| 2023/24 | Anorthosis Famagusta         | Cypr       | Protathlima A’ Kategorias | 23    | 6      |

## Kariera reprezentacyjna
W reprezentacji Angoli Chico zadebiutował 28 maja 2018 w przegranym 1:2 meczu Pucharu COSAFA 2018 z Botswaną, rozegranym w Polokwane. W 2024 roku został powołany do kadry na Puchar Narodów Afryki 2023. W tym turnieju nie rozegrał żadnego meczu.